# 타실리나제르
타실리나제르(아랍어: طاسيلي ناجّر, 베르베르어: Tasili n Ajjer)는 알제리 동남쪽에 위치한 산맥이다. 강들의 고원(Plateau of the Rivers)을 의미한다. 약 500km에 걸쳐있고 가장 높은곳은 앗라르아파오(Adrar Afao)로 2158m이다. 타실리나제르는 생물권보전지역, 국립 공원, 세계유산으로서 보존되고 있다.

## 지질
타실리나제르는 대부분 사암으로 구성되어있다.

## 고대 미술
타실리나제르는 선사시대의 바위그림군이나 다른 고고학적 경관으로도 알려져 있다. 바위그림에는 소의 무리, 악어 등의 대형 생물, 수렵을 하고 있는 사람들의 활동등을 생생하게 묘사하고 있다.